# Commission canadienne du lait
La Commission canadienne du lait (CCL) est une société de la Couronne canadienne créée en 1966 par la Loi sur la Commission canadienne du lait. Cette loi donne à la CCL le mandat de « permettre aux producteurs de lait et de crème dont l'entreprise est efficace d'obtenir une juste rétribution de leur travail et de leur investissement et d'assurer aux consommateurs un approvisionnement continu et suffisant de produits laitiers de qualité »,. L'industrie canadienne du lait fait sujet à la réglementation aux niveaux fédéraux et provinciaux, dont la responsabilité de cette agence est d'assurer la sécurité de l'industrie laitière canadienne et de la qualité des produits laitiers au Canada. 
La CCL préside aussi le Comité canadien de gestion des approvisionnements de lait, qui coordonne la gestion des approvisionnements de lait de transformation au Canada.
Le Commission canadienne du lait est sous la responsabilité du ministre d'Agriculture et Agroalimentaire.

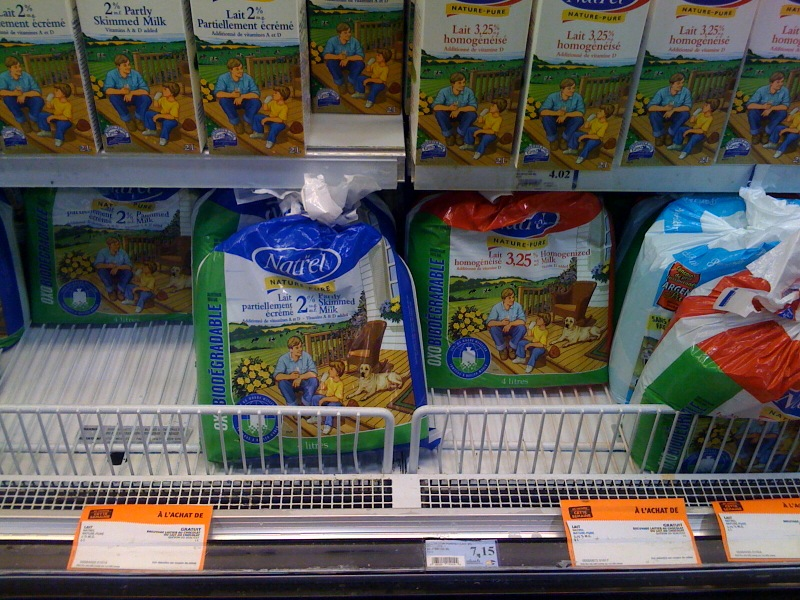
La Commission est en relations avec l'industrie laitière canadienne.

## Programmes
La Commission canadienne du lait administre les programmes suivants,:
- Programmes intérieurs de saisonnalité
- Programme d'aide pour l'entreposage du fromage
- Fonds d'investissement partagé
- Programme d'innovation laitière
- Programme de permis des classes spéciales de lait
- Initiative pour le développement de la main-d'œuvre